# Club de Atletismo Playas de Castellón
El Club de Atletismo Playas de Castellón es un club deportivo español dedicado al atletismo. Ha ganado dos veces la Copa de Europa de clubes de atletismo y ha sido considerado por la RFEA como el mejor club de atletismo español todos los años desde 2006.

## Historia
El Club Atletisme Castelló fue fundado el 20 de marzo de 1981. Desde entonces ha cambiado varias veces de nombre, dependiendo de los patrocinios que recibía, y desde 2006 se llama Club Atletismo Playas de Castellón. Tiene su sede en Castellón de la Plana.
Desde 2006 está considerado como el mejor club de atletismo español, según las estadísticas de la RFEA. Además, ha sido el ganador de la Copa de Europa de Clubes en las ediciones de 2015 y 2019, en ambos casos en categoría masculina.

## Denominaciones
El club ha sufrido varios cambios a lo largo de su historia, principalmente debido al patrocinio de marcas comerciales:
| Período   | Nombre                                                    |
| --------- | --------------------------------------------------------- |
| 1981      | Club Atletisme Castelló                                   |
| 1982-87   | Club Atletisme Municipal Castelló                         |
| 1987-89   | Transportes El Minuto - Club Atletisme Municipal Castelló |
| 1989-91   | Club Atletisme Castelló - La Vall                         |
| 1991      | Club Atletisme Caixa Castelló                             |
| 1992      | Club Atletisme Bancaixa Castelló                          |
| 1993-95   | Club Atletisme Castelló                                   |
| 1995-98   | Club Atletisme Castelló - Costa de Azahar                 |
| 1998-99   | Club Atletisme Castelló - Playas de Castellón             |
| 1999-2003 | Club Atletisme Castelló Mislata- Playas de Castellón      |
| 2003      | Club Atletisme Castelló - Kelme                           |
| 2004-2006 | Club Atletismo Playas de Castellón - J'Hayber             |
| 2006-...  | Club Atletismo Playas de Castellón                        |